# Suze Mens
Suze Mens (Leiden, 10 maart 1978) is een Nederlands televisiepresentatrice.
Mens studeerde rechten maar gaf haar studie op voor een carrière bij de televisie. In het programma Business Class verzorgt zij al jaren meerdere items, waarbij zij mensen interviewt. In 2000 zou zij twee eigen programma's krijgen, Beauty Class en Droomhuis, maar beide gingen niet door. In 2007 nam ze deel aan Dancing on Ice waar ze in de tweede ronde afviel. 
Suze is een dochter van makelaar en presentator Harry Mens. Ze trouwde op 31 augustus 2012 met Emiel de Sévrèn Jacquet, met wie ze toen vier jaar samen was. Samen hebben ze een zoon en een dochter.